# Сјаоми Покофон Ф1
 Сјаоми Покофон Ф1 (Сјаоми Поко Ф1 у Индији) је паметни телефон који је развила компанија Сјаоми Инц, објављен 22. августа 2018. године у Њу Делхију, Индија .  Она је део Сјаоми-ове потпуно нове линије паметних уређаја средњег опсега која испоручује водеће спецификације по много нижој цени од неких других конкурената. Овај уређај је глобално доступан у ограниченом броју, али у Индији има ширу доступност.   

## Спецификације

### Хардвер
Покофон Ф1 ради на Снапдрагон 845 (10   нм) процесор. Има Адрено 630 за обраду графике. Поседује 6,18-инчни ИПС ЛЦД капацитивни екран осетљив на додир са односом ширине и висине 18.7: 9 и резолуцијом од 1080 × 2246 пиксела. Екран такође има широк зарез на врху. Ту је и заштита од гориле стакла, али тачна верзија није потврђена. 

#### Камера
Покофон Ф1 има двоструке стражње камере базиране на Сони ЕКСМОР РС (сложеном ЦМОС) ИМКС363 1 / 2.55 "сензору са 12 МП, ф / 1.9 блендом и 1.4   µм пиксела. Поседује аутоматско фокусирање детекције лица са два пиксела (ПДАФ). Секундарна камера функционише као сензор дубине са 5 МП, отвором ф / 2.0 и величином пиксела од 1.12   µм и двоструки ЛЕД блиц. Камера има ХДР и панорамске опције. Видео може бити направљен у 2160п @ 30фпс, 1080п @ 30фпс (жиро-ЕИС) или 1080п @ 240фпс. Камера има и ручни режим рада; корисници могу подесити баланс беле (унапред подешене вредности и температуру светла), подесити брзину затварача (1 / 1000с до 32с) и ИСО (100—3200). Ту је и ручни фокус са врхунцем фокусирања. Ажурирање софтвера у јануару 2019. године додало је 960 фпс сло-мо видео снимање и ноћни режим. 
Са предње стране, уређај поседује селфи камеру од 20 МП са отвором ф / 2.0 и 0.9   Величина пиксела у µм, која има ХДР софтвер и аналитичке могућности у комбинацији са технологијом великог пиксела од 2μм (4-у-1 Супер Пиксел). Селфи софтвер укључује АИ Улепшавање 4.0 и прецизне бокех ефекте. Видео се може снимити на 1080п @ 30фпс. Ту је и инфрацрвени сензор светла и инфрацрвена камера за препознавање лица . 
Слике се могу снимати у ЈПЕГ или РАВ формату (РАВ у ДНГ формату је доступан на ″ Отворена Kамера″ апликацији). 

#### Меморија
Покофон Ф1 долази са интерним могућностима за складиштење од 256 GB / 8 GB РАМ-а или 64/128 ГБ са 6 GB РАМ-а; обе имају прошириву меморију преко микроСД картице до 256 GB (користи други слот). 

### Софтвер
Покофон Ф1 ради на МИУИ 10 базираном на Андроид Орео 8.1. Од 6. децембра 2018. може се надоградити на стабилну верзију Андроид 9.0 Пие . 

### Батерија
Покофон Ф1 има оригинално Ли-По батерију од 3900 мАх.  Батерија је типа ″Брзо Пуњење ™ 3.0 ″ развијена од стране Квлокома  где је пуњење ( УСБ Тип-Ц порт) знатно супериорније од стандардног УСБ. Има 94 сати издржљивости као што је тестирано од стране ГСМарене. 

### Продаја
Откако је објављен у августу 2018. године, одмах је постао бестселер Сјаоми-а са 700.000 продатих јединица до 6. децембра 2018. године. То је био најпознатији смартфон у трећем кварталу 2018. године у Индији .  У октобру 2018, објављено је да ће Сјаоми довести Покофон у Јужну Кореју . Објављен је 19. новембра 2018. године. 

## Пријем
Покофон Ф1 је добио веома позитивне критике. Обично се помиње као водећи паметни телефон по повољној цени.  Међу предностима су добра камера и јака батерија .  Покофон Ф1 био је другопласирани на тесту камкордера слепог паметног телефона МКБХД 2018.  Добио је и 91. резултат од ДиксОМарка, стављајући га између Ајфона 8 и Гугл Пиксела . 